# Celia Adler (nykterhetskämpe)
Cecilia (Celia) Beata Adler, ursprungligen Andersson, född 16 september 1874 i Lund, död 22 februari 1931 i Göteborg, var en svensk nykterhetskämpe, restauratör och politiker (Frisinnade landsföreningen). Hon var en av de ledande krafterna i nykterhetsorganisationen Vita bandet. Hon grundade och drev framgångsrikt föreningens nykterhetsrestauranger i Göteborg.

## Biografi
Celia Adler kom från en gammal skånsk odalsläkt och var dotter till Bengt Andersson och Bengta, född Andersdotter. Efter en stor konkurs 1894 splittrades familjen då fadern och två syskon emigrerade till USA, medan Celia Adler tillsammans med modern och den yngre systern Bothilda istället flyttade till Göteborg. År 1907 antog hon det gamla släktnamnet Adler. Modern, som försörjde sig som bageriidkerska, såg till att Adler fick en yrkesutbildning inom handarbete och hon startade sedan sin yrkeskarriär som slöjdlärare.
Som 19-åring gick Celia Adler med i nykterhetsföreningen IOGT. År 1898 var hon med och bildade Vita bandet i Göteborg, och redan 1901 blev hon föreningens ordförande. Hon blev den som innehade ordförandeposten längst och under hennes 26 år av ordförandeskap utvecklade Göteborgs Vitbandister en omfattande social verksamhet som värnade om kvinnor och barn som hade det svårt.
År 1908 föreslog Vita Bandet på Adlers initiativ att en alkoholfri restaurang i Slottsskogen skulle upprättas. Förslaget ledde till häftiga strider om saken i Göteborgs stadsfullmäktige och hela staden engagerade sig i frågan. När motståndarna lämnade in en petition undertecknad av 6 000 namn om fullständig spritservering i Slottsskogen startade Adler en motaktion som hon själv beskrev med orden: ”Nykterhetsvännerna satte omedelbart igång med en nykterhetsagitation, till vilken Göteborg nog aldrig sett maken och en namninsamling som på kortare tid än en månad samlade 30 000 namn”.
Med endast en rösts övervikt segrade till slut nykterhetsvännerna och bildade i januari 1909, med Celia Adler i spetsen, aktiebolaget Vita Bandets Nykterhetsserveringar. På valborgsmässoafton 1909 slog Vita Bandet upp portarna till sin alkoholfria restaurang i Vinterpaviljongen och Adler blev verksamhetens direktör. Restaurangen i Slottsskogen hade tidigare varit ett illa beryktat ölkafé och Vitbandisterna fick vara beredda på bråk och otrevligheter. Adler var till en början, för säkerhets skull, utrustad med både polisvisselpipa och en grand danois. Under restaurangens högsäsong ledde Adler en personalstyrka på över 100 personer, och bredvid restaurangen drev hon även ett bageri som försåg restaurangen med alla de bakverk som behövdes. Under åren 1915–1925 drev hon dessutom ytterligare en alkoholfri restaurang på Kungsgatan 41 i centrala Göteborg.
Vita Bandets grundare Emilie Rathou ansåg att Adler hade en ”sällsynt organisatorisk förmåga” och nära vännen och Vita Bandet-kollegan Elin Sundberg beskrev hennes ledarskap med orden: ”Att någon kan prestera ett så stort mått av arbete beror inte blott på begåvning och anlag utan också på hjärtats röst, som rundar de kanter, som annars stöta ihop, då människor skola arbeta tillsammans. Det är denna förståelse för andras sätt att se, att kunna sätta sig in uti andras sätt att tänka, som är ett utmärkande drag för Celia Adler”.
Jämte nykterhetsarbetet var Adler mycket politiskt engagerad — hon innehade kommunala befattningar i Göteborg och kandiderade till riksdagen både 1921 och 1924 för partiet Frisinnade landsföreningen. År 1921 snubblade hon på målsnöret då hon bara var två röster från att bli vald till stadsfullmäktige i Göteborg.
Adler var en tongivande röst i Göteborg som deltog med saklighet i debatter och var en flitigt anlitad föredragshållare. Freden var en av hennes stora hjärtefrågor som hon arbetade hårt för som vice ordförande i Göteborgskretsen av Sveriges Kvinnliga Fredsförening tillsammans med bland andra Beatrice Dickson och Sophie Elkan. Under många år hade hon ett nära samarbete med Frigga Carlberg och tillsammans satt de med i kommittéer, anordnade debatter och föredragskvällar om fred och kvinnans politiska medborgarrätt med talare som Gertrud af Klintberg och Emilia Broomé.
Adler avled hastigt 1931 efter endast ett par dagars sjukdom. Hon ligger begravd på Västra kyrkogården i Göteborg. Hennes stora livsverk, Vita Bandets restaurang i Slottsskogen, drevs till 1986.